# Fängelsefartyg

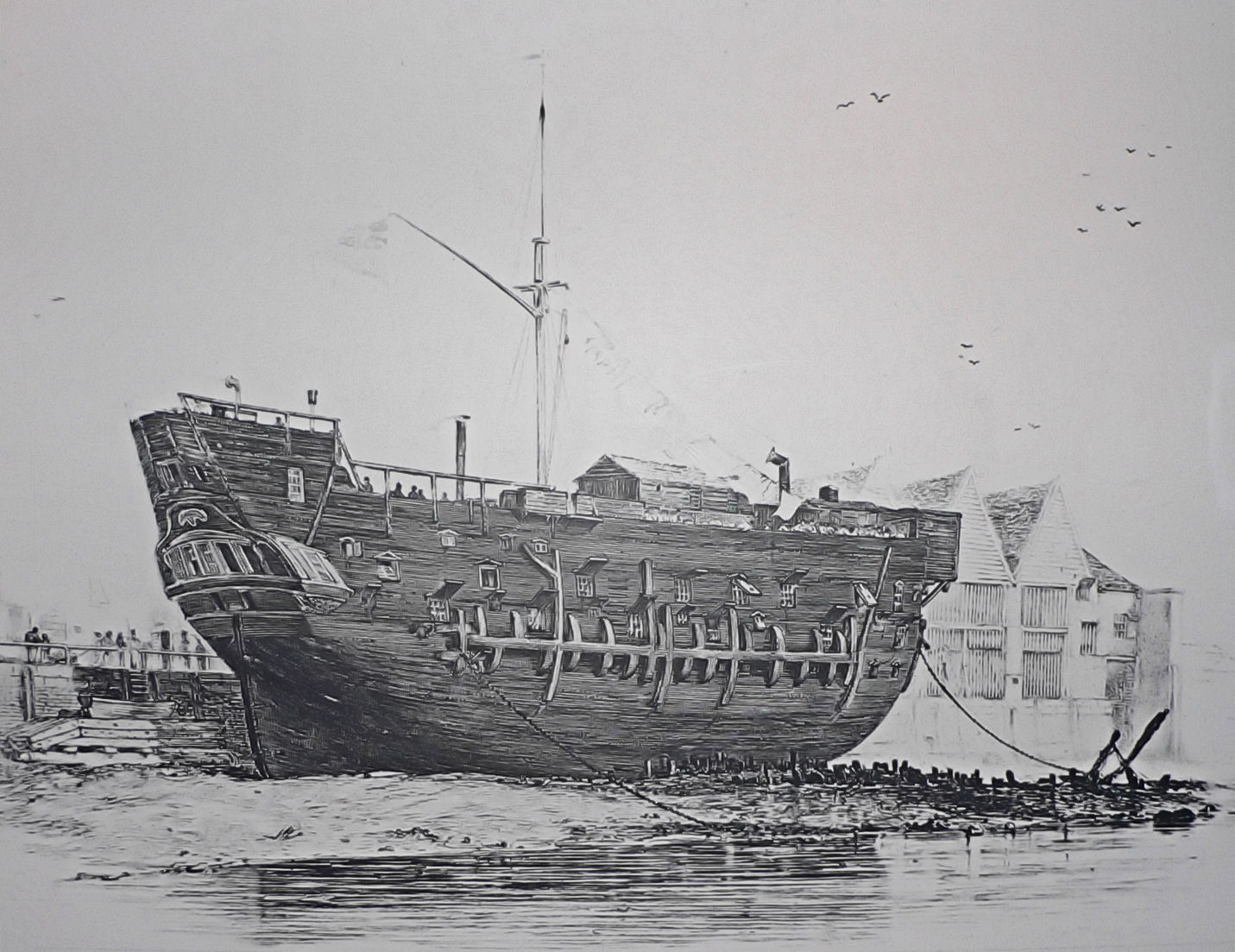
HSM Discovery, tidvis använd som brittiskt fängelsefartyg.

Ett fängelsefartyg är ett fartyg där fångar hålls inlåsta, eller transporteras till straffkolonier. Metoden praktiserades främst av Storbritannien under 1700- och 1800-talen. Fängelsefartyg har dock även använts av andra länder och senare, bland annat som ett sätt att undvika oönskad uppmärksamhet.